# Nationaal park Varangerhalvøya
Nationaal park Varangerhalvøya (Noors: Varangerhalvøya nasjonalpark/ Noord-Samisch: Várnjárgga Álbmotmeahcci/Kveens: Varenkinniemen kansalistaras) is een nationaal park in Finnmark in Noorwegen. Het park werd opgericht in 2006, is 1804 vierkante kilometer groot en ligt op het schiereiland Varanger. Het landschap bestaat uit een lage bergrug met als hoogste punt Skipskjølen (633 m). Het landschap bestaat uit stenige vlakten ("blokkmark"). De flora is Arctisch, er leeft onder andere rietgans, dwerggans, kleinste jager en poolvos. 